# Борта
Борта (груз. ბორტა) — село в Грузии, на территории Каспского муниципалитета края (мхаре) Шида-Картли.

## География
Село находится в центральной части Грузии, на правом берегу реки Куры, на расстоянии приблизительно 4 километров (по прямой) к западо-юго-западу от города Каспи, административного центра муниципалитета.

## Население
По результатам официальной переписи населения 2014 года, в Борте проживало 69 человек (36 мужчин и 33 женщины). В национальной структуре населения грузины составляли 95,7 %, осетины — 2,9 %, армяне — 1,4 %.